# Placówka Straży Celnej „Zelewo”

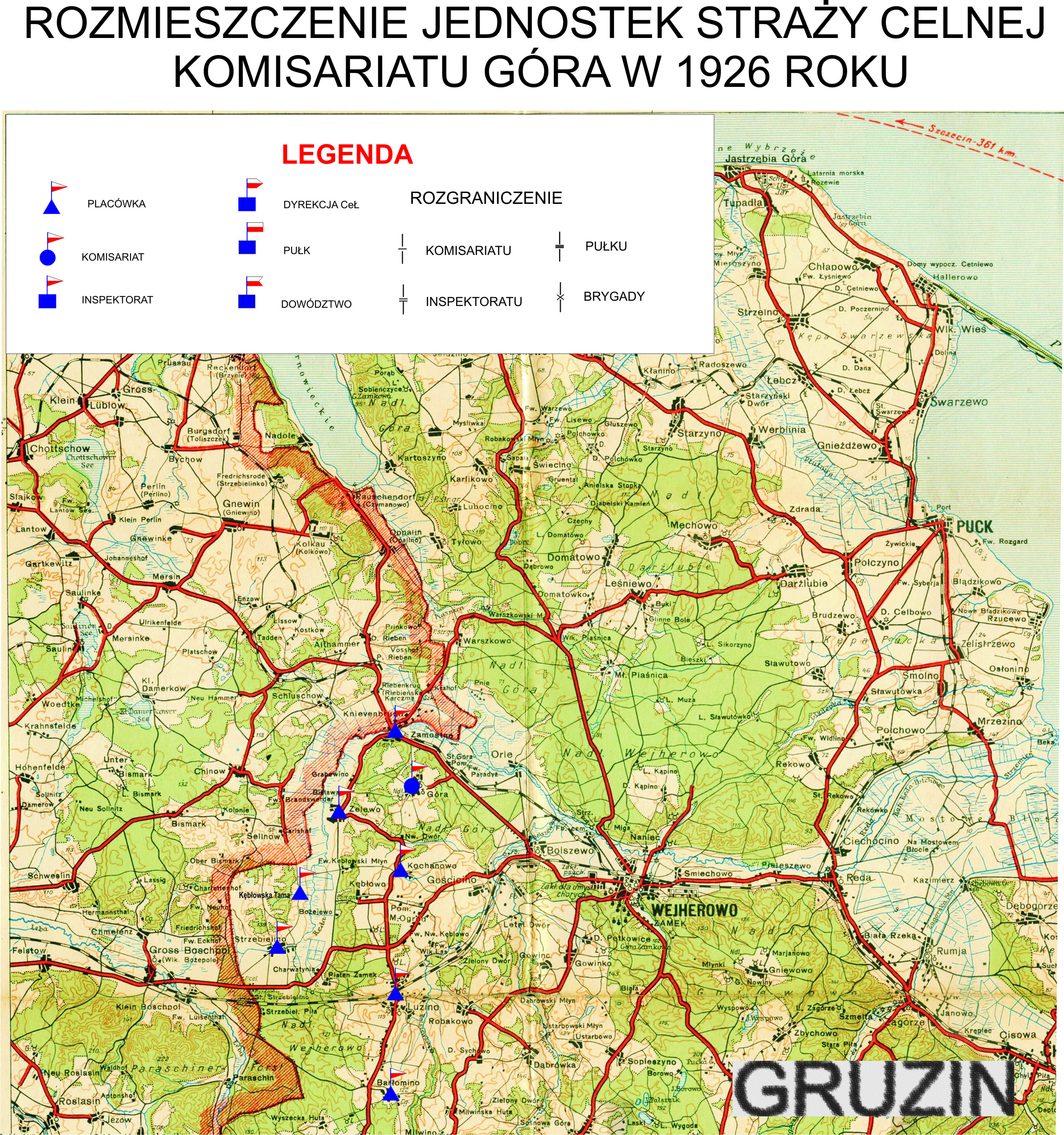
Komisariat SC Góra

Placówka Straży Celnej „Zelewo” – jednostka organizacyjna Straży Celnej pełniąca w okresie międzywojennym służbę ochronną na granicy polsko-niemieckiej.

## Formowanie i zmiany organizacyjne
Na wniosek Ministerstwa Skarbu, uchwałą z 10 marca 1920 roku, powołano do życia Straż Celną. Jednostki Straży Celnej rozpoczęły przejmowanie odcinków granicy od pododdziałów Batalionów Celnych. W 1921 roku w Górze stacjonował sztab 4 kompanii 19 batalionu celnego. 4 kompania celna wystawiła między innymi placówkę w Zelewie. Proces tworzenia Straży Celnej trwał do końca 1922 roku. Placówka Straży Celnej „Zelewo” weszła w podporządkowanie komisariatu Straży Celnej „Góra” z Inspektoratu SC „Wejherowo”.
W drugiej połowie 1927 roku przystąpiono do gruntownej reorganizacji Straży Celnej. W praktyce skutkowało to rozwiązaniem tej formacji granicznej. Ochronę północnej, zachodniej i południowej granicy państwa przejęła powołana z dniem 2 kwietnia 1928 roku Straż Graniczna. W strukturach nowo powstałej formacji nie odtworzono placówki „Zelewo”.

## Służba graniczna
Sąsiednie placówki
- placówka Straży Celnej „Zamostne” ⇔ placówka Straży Celnej „Kochanowo” – 1926[9]

## Funkcjonariusze placówki
Kierownicy placówki
| stopień          | imię i nazwisko, numer | okres pełnienia służby | kolejne stanowisko |
| ---------------- | ---------------------- | ---------------------- | ------------------ |
| starszy strażnik | Kazimierz Pituła (772) | był w 1926             |                    |

Obsada personalna placówki w 1926:
- starszy strażnik Kazimierz Pituła (772)
- strażnik Józef Andrzejewski (541)
- strażnik Wacław Belter (544)
- strażnik Franciszek Kałużny (961)